# Poussay-Evangelistar
Das Poussay-Evangelistar ist ein illuminiertes Perikopenbuch des späten 10. Jahrhunderts aus der Reichenauer Malschule. Die Handschrift zählt zu den Hauptwerken der ottonischen Buchmalerei. Gemeinsam mit neun weiteren Handschriften von der Reichenau wurde sie 2003 von der UNESCO in die Liste des Weltdokumentenerbes aufgenommen. Der Kodex ist nach der Abtei von Poussay benannt; heute befindet die Handschrift sich unter der Signatur lat. 10514 in der französischen Nationalbibliothek.

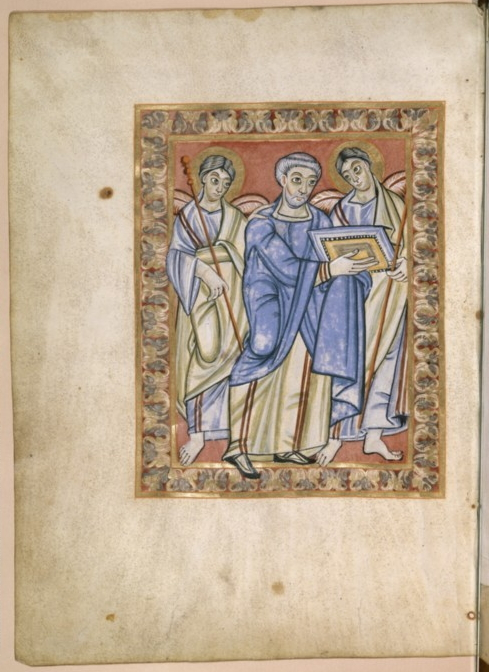
Das Stifterbild zeigt wahrscheinlich Bischof Berthold von Toul. Paris, BnF, lat. 10541, fol. 3v.

## Geschichte
Der Kodex entstand Ende des 10. Jahrhunderts und wurde von Bischof Berthold von Toul (996–1019) der von ihm im Jahr 1018 gegründeten Benediktinerinnen-Abtei in Poussay gestiftet. Der Band verblieb bis zur Aufhebung der Abtei 1783 in diesem Kloster in den Vogesen und gelangte danach zunächst in die Stadtbücherei von Mirecourt. Im Jahr 1844 wurde er für die Pariser Nationalbibliothek aufgekauft, wo er bis heute aufbewahrt wird.

## Beschreibung
Der Pergament-Kodex enthält 233 Blatt im Format von 28,5 × 20,5 cm. Er ist in einen (von Leo IX. gestifteten) Prachteinband aus Elfenbein mit Gold- und Edelsteinschmuck gebunden und mit einem Stifterbild und weiteren ganzseitigen Miniaturen sowie historisierten Initialen reich geschmückt. Die Handschrift zählt zur nach dem Hauptschöpfer des Egbert-Psalters benannten Roudprecht-Gruppe der Reichenauer Buchmalerei. Walter Berschin wies für das Engelspaar des Stifterbildes darauf hin, dass dieses der Gruppe zur Rechten Christ des Wandmosaiks zur Brotvermehrung in der Kirche Sant’Apollinare Nuovo in Ravenna entspreche.
Der enthaltene Bibeltext ist der der Vulgata; wie alle Evangelistare enthält das von Poussay nur jene Abschnitte der Evangelien, die für die Lesung im Gottesdienst vorgesehen waren.